# M1 (Ungern)
M1 är en motorväg i Ungern som går mellan Budapest och gränsen till Österrike. Från Rajka ansluter motorvägen M15 som går till gränsen till Slovakien. Den är en av Ungerns mest betydande motorvägar som går i öst-västlig riktning och passerar bland annat städerna Tatabánya och Győr. 

## Galleri

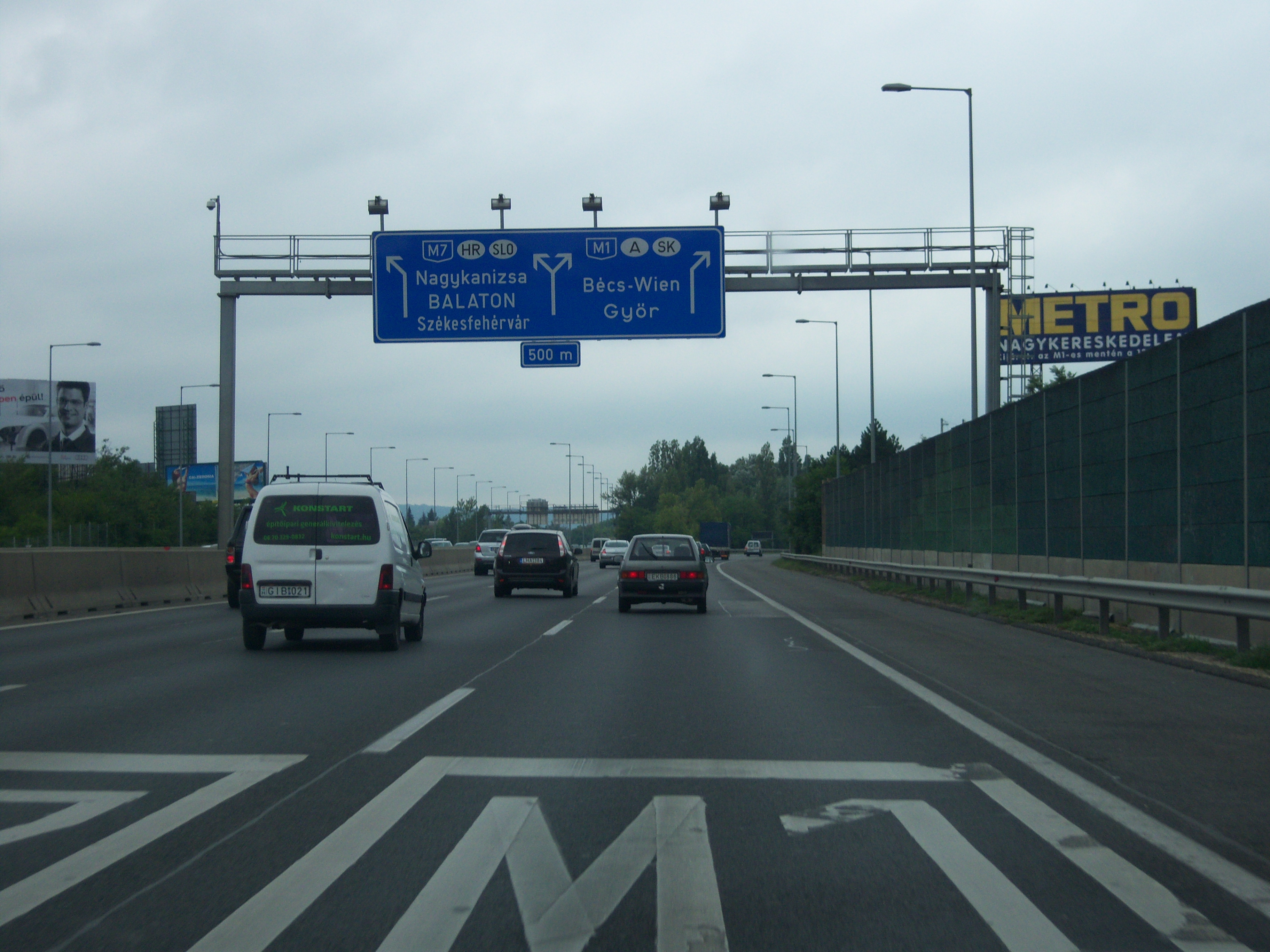
Inledande avsnitt Budapest.
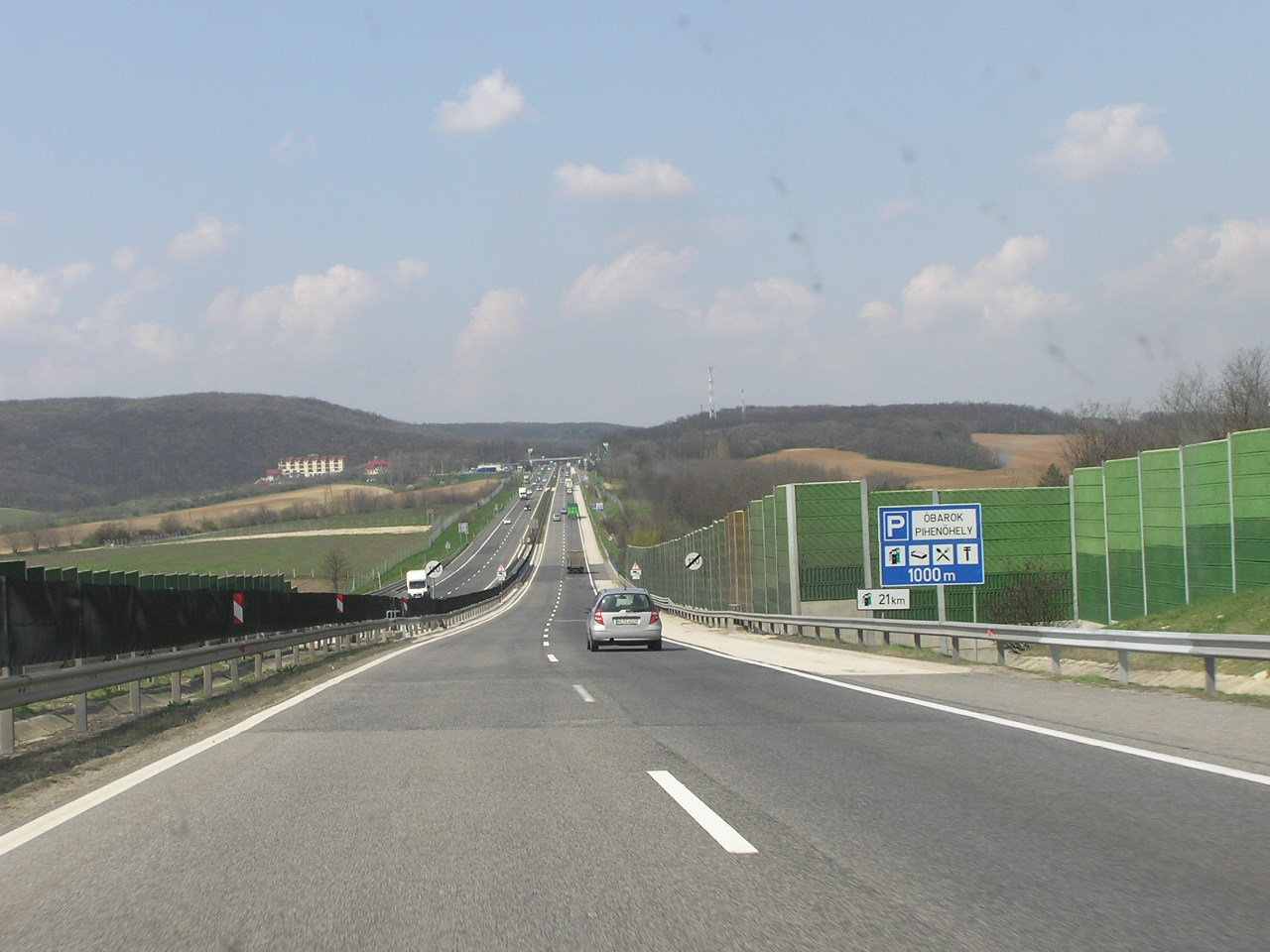
M1 vid Óbarok.
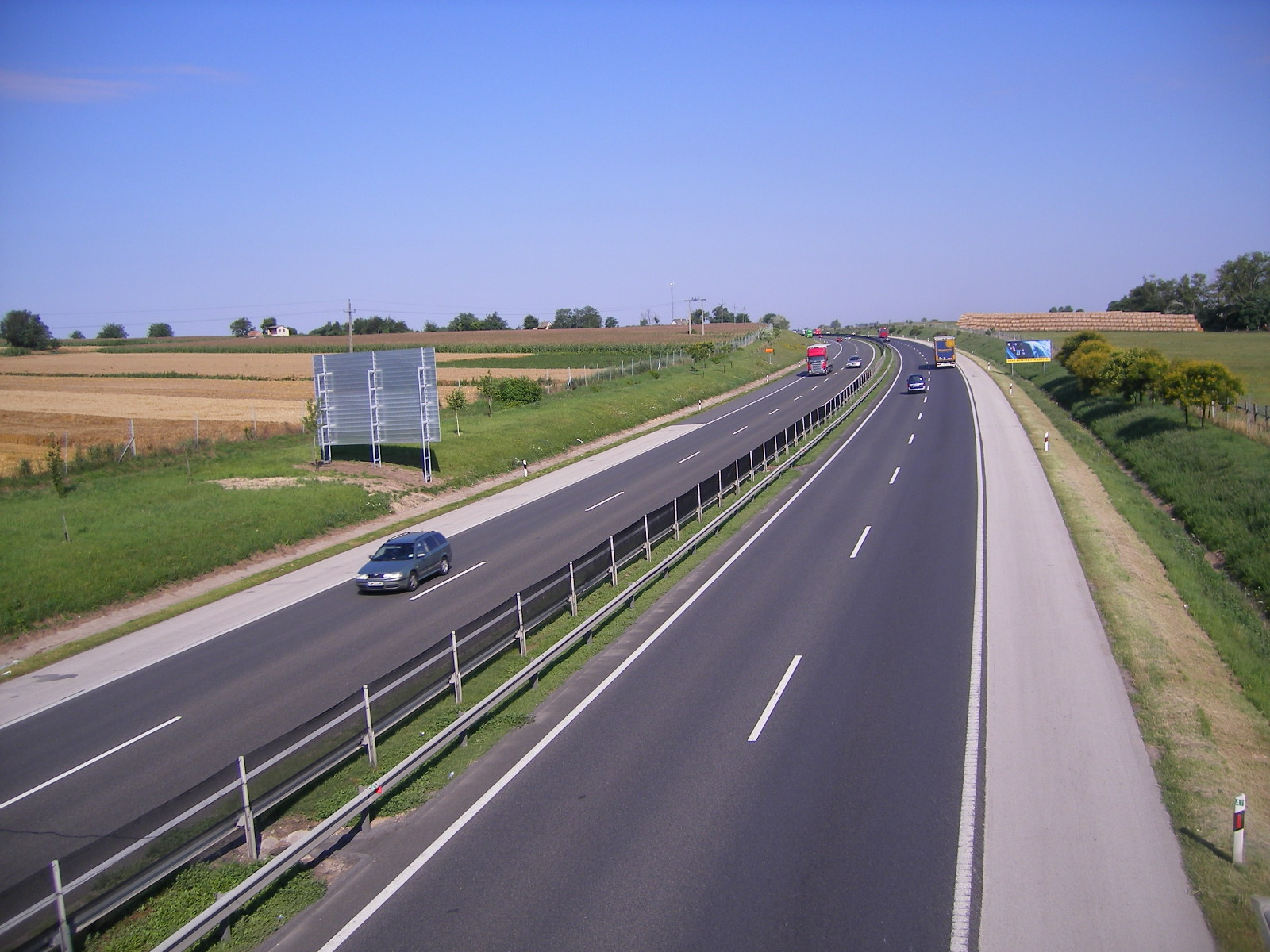
M1 vid Mocsa.
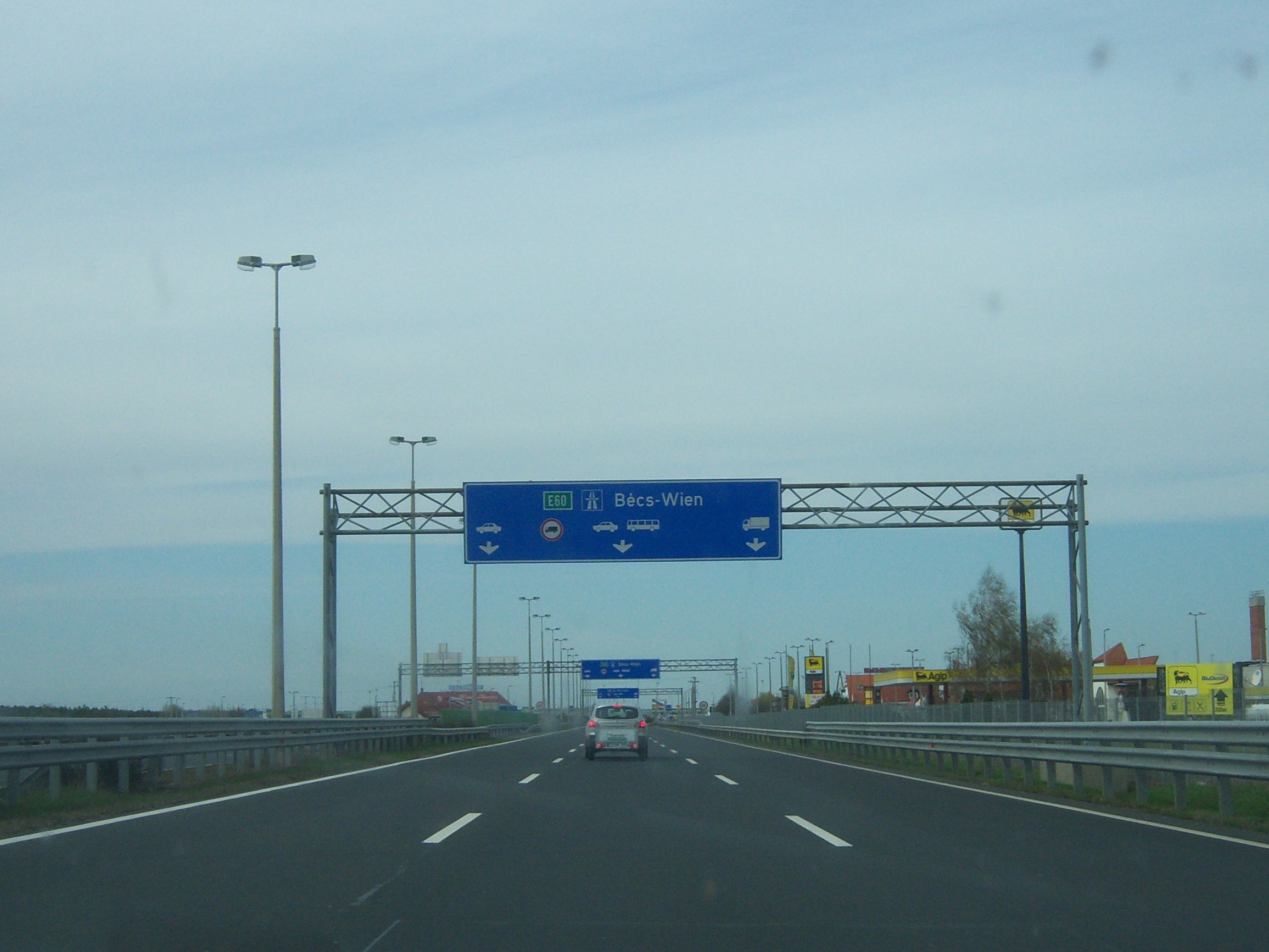
Gräns vid Hegyeshalom.